# Каменнопотоковский сельский совет
Каменнопотоковский сельский совет (укр. Кам'янопотоківська сільська рада) — входит в состав Кременчугского района Полтавской области Украины.
Административный центр сельского совета находится в с. Каменные Потоки.

## Населённые пункты совета
- с. Каменные Потоки
- с. Роево
- с. Садки
- с. Чикаловка